# Litarcturus lillei
Litarcturus lillei är en kräftdjursart som först beskrevs av Tattersall 1921.  Litarcturus lillei ingår i släktet Litarcturus och familjen Antarcturidae. Inga underarter finns listade i Catalogue of Life.